# Денисенко, Денис Владимирович
Дени́с Влади́мирович Денисе́нко (род. 16 января 1971, Москва) — российский астроном, первооткрыватель 10 сверхновых, более 150 переменных звезд, околоземного астероида и кометы.

## Биография
Родился 16 января 1971 года в Москве, окончил Московский Физико-Технический Институт (ФизТех) в 1993 году по специальности «Космическая физика». Тема дипломной работы: «Спектральные особенности космических гамма-всплесков, наблюдавшихся прибором ФЕБУС обсерватории ГРАНАТ». С 1991 по 2012 годы работал в отделе Астрофизики высоких энергий ИКИ РАН, наблюдал на Турецкой национальной обсерватории (РТТ-150) с 2002 по 2007 годы. В сентябре-ноябре 2006 года работал на обсерватории Первой Московской Гимназии. С мая 2012 года — сотрудник Лаборатории Космического Мониторинга (проект МАСТЕР) ГАИШ МГУ. Автор более 30 научных статей и докладов на международных научных конференциях. Основные области научных исследований: космические гамма-всплески, оптическое отождествление рентгеновских источников, покрытия звезд астероидами, катаклизмические переменные.
Любитель астрономии, член Московского Астрономического Клуба с 2002 года, руководитель рабочей группы наблюдателей покрытий звезд астероидами. Участник фестивалей Астрофест в 2001—2006 годах, докладчик на Астрофестах-2005 и 2006. Преподаватель и популяризатор астрономии, энтузиаст развития сотрудничества астрономов-профессионалов и любителей. Многолетний участник почтовых листов IOTAoccultations, Planoccult, meteorobs, comets-ml, MPML, SeeSat, AAVSO-HEN, AAVSO-DIS, vsnet-alert, vsnet-outburst, cvnet-discussion. Создатель и модератор пяти русскоязычных астрономических почтовых листов (komety, pokrytie, rusmeteors, moscow-astro, varstars), активный участник и обозреватель Астрономического Форума, автор серии популярных статей в журнале Земля и Вселенная. Неоднократно упоминался в журнале Sky and Telescope. Лауреат премии «Звезды АстроРунета и Я» (ЗАРЯ-2006).

## Важнейшие открытия
- Глубокие затмения в катаклизмической переменной 1RXS J020929.0+283243 (2005)[3] — двойной системе с амплитудой затмений 4.5m
- Оптическое послесвечение космического гамма-всплеска GRB 920925C (2007)[4] — «доисторический» гамма-всплеск с оптическим послесвечением на Паломарской пластинке, снятой за 5 лет до официального открытия оптического излучения от гамма-всплесков
- Верное отождествление и определение орбитального периода карликовой новой NSV 1485 (2007)[5]
- Открытие затмений и определение периода карликовой новой V713 Цефея (2007)[6]
- Сверхновые 2011hz[7] и 2011ip[8]
- Сверхновые 2013hi, 2013hm, 2013ho, 2014af и 2014am[9]
- MASTER OT J211258.65+242145.4 (2012)[10] — катаклизмическая переменная типа WZ Стрелы, показавшая 7 повторных поярчаний[11]
- MASTER OT J042609.34+354144.8 (2012)[12] — первая карликовая новая в системе с общим собственным движением
- Потенциально опасный астероид 2014 UR116[13]
- Комета C/2015 K1 (MASTER)[14]

## Другие достижения
- Открытия переменных звезд[15]
- Предвычисление первого покрытия звезды транснептунным объектом (2004)[16]
- Предвычисление покрытия Бетельгейзе астероидом (319) Леона 12 декабря 2023 года (2004)[17]
- Обнаружение вспышки NSV 1485[18]
- Покрытие звезды 2UCAC 31525121 астероидом (130) Электра (2007) — первое в истории успешное наблюдение астероидного покрытия на территории Турции[19]
- Открытие малой планеты 2005 UN1
- Отождествление объекта 2007 VN84 с КА Розетта[20],[21]
- Включен в юбилейный, 10-й выпуск справочника Marquis «Кто есть кто в Науке и Технологии» 2008—2009
- Покрытие звезды TYC 5161-00925-1 астероидом (2) Паллада (2011) — первое успешное наблюдение подобного явления на территории Москвы[22]
- Предсказание кометной природы околоземного астероида 2016 BA14[23]

## Педагогическая деятельность
- Преподаватель астрономического проекта на Международной Исследовательской Школе (Звенигород, 2008—2011)
- Преподаватель астрономического кружка ДНТТМ (с 2009 г.)

## Литературное творчество
- Кнышев отдыхает (1997) — книга иронических пародий на Андрея Кнышева.
- Прав ли был Н. А. Морозов, или Датировка Дендерских Зодиаков (1992)